# Hans Dammann
Hans Dammann (né le 16 juin 1867 à Proskau, arrondissement d'Oppeln (de), province de Silésie, et mort le 15 juin 1942 à Berlin) est un sculpteur allemand.

## Biographie
Hans Karl Hermann Fedor Dammann est le fils du professeur de médecine vétérinaire Karl Dammann (de). En 1877, la famille déménage à Hanovre. Après ses études scolaires, il étudie à l'Université technique de Hanovre de 1885 à 1888. En octobre 1888, il rejoint l'Académie royale des arts de Berlin. Il y étudie jusqu'en avril 1895 avec Albert Wolff, Ernst Herter, Peter Breuer (de) et Gerhard Janensch (de), entre autres. Immédiatement après ses études, Hans Dammann se rend à Rome.
À son retour, Dammann participe la même année à la Grande exposition d'art de Berlin. Jusqu'en 1913, il est toujours représenté avec au moins une œuvre à cette exposition annuelle. À partir de 1895, il travaille comme sculpteur indépendant. En plus de petites œuvres commandées, il crée la fontaine du veilleur de nuit pour la place du marché de Linden (de), qui est inaugurée le 20 septembre 1896. La même année, il se marie avec Frida Martha Hirschwald (1878-1952). En 1902, deux bustes sont réalisés pour les professeurs Ernst Friedrich Gurlt (de) et Carl Heinrich Hertwig (de), dont le financement est assuré par les milieux vétérinaires. Ils rappellent leur travail à l’école de médecine animale de Berlin
Hans Dammann est marié à Frida, née Hirschwald. Le couple a un fils nommé Fedor.

## Travail

### Art du cimetière: monuments funéraires
Il y a peu de commandes de monuments dans l'espace public, c'est pourquoi Hans Dammann rejoint un atelier d'art de cimetière à Plauen, qui transmet ses créations aux personnes intéressées. L'un des premiers modèles issus de cette coopération, son œuvre « der Schlaf », suscite un grand intérêt lors de la Grande Exposition d'art de Berlin en 1899. Elle est retrouvée comme figure de deuil sur la tombe des beaux-parents de Dammann, Hirschwald, au cimetière Louise III à Berlin-Charlottenbourg. Au cours de la période qui suit, il crée environ 130 monuments funéraires, dont des structures funéraires monumentales dans le cimetière du Souvenir de l'Empereur Guillaume à Berlin-Charlottenbourg et dans le cimetière de Wilmersdorf.
À Hambourg, Hans Dammann créé au moins 18 tombes dans le quartier du cimetière d'Ohlsdorf entre 1906 et 1936.
Il acquit une reconnaissance particulière car il est le premier et, à l'époque, le seul artiste allemand à faire ériger une sculpture au cimetière monumental de Milan
|  | Sculpture « Le sommeil », présentée à la Grande Exposition d'art de Berlin en 1899 - Cimetière Louise III (Berlin), tombe Hirschwald (beaux-parents de Dammann), marbre, 1899 |
|  | - Cimetière Saint-Jean de Bielefeld (de), tombe Heidsieck-Scharrnbeck, 1902 - Cimetière d'Ohlsdorf (Hambourg), tombe Carvens-Rackwitz, bronze, 1910 - Cimetière de la ville d'Halle-sur-Saale (de), tombe Fritz Gustav von Bramann (de), 1913 |
|  | Sculpture « Aux Morts », présentée à la Grande Exposition d'art de Berlin en 1904 - Cimetière de Luisenstadt (Berlin), tombe Kühnel, 1904, galvanisé (sculpture disparue) - Cimetière Saint-Jean de Dresde (de), tombe Eschebach, Stein, 1905 - Cimetière du Nord (Wiesbaden), tombe Baum (réoccupée en 2004), marbre, 1906 - Cimetière de la ville d'Engesohde (Hanovre), tombe Weidlich, Galvano, 1908 - Cimetière Sainte-Marie et Saint-Nicolas (Berlin), tombe Wolff, Rudloff & Schmittendorf, galvanisé, 1908 - Cimetière monumental de Milan, tombe Arcari, 1909 - Cimetière d'Ohlsdorf (Hambourg), tombe Grell, galvanisé, 1910 (autres exemplaires enlevés à Ohlsdorf) - Cimetière du Sud (Kiel), tombe Neeff, 1912 - Cimetière de Grunewald (de) (Berlin), tombe Elsner, Stein, 1919 - Friedhof Wilmersdorf (Berlin), tombe commune, galvanisé - Cimetière de la ville de Dorotheenstadt II (de) (Berlin), tombe Traube, galvanisé - Cimetière du Nord (Düsseldorf), marbre - Autre sculpture à Budapest |
|  | Sculpture présentée à la Grande Exposition d'Art de Berlin en 1906 - Cimetière d'Ohlsdorf (Hambourg), tombe Hansen, marbre, 1906 - Cimetière de la ville d'Engesohde (Hanovre), tombe Koenen, bronze, 1908 - Cimetière du Nord (Düsseldorf), anciennement tombe Hemmerling, aujourd'hui famille Stoehr, bronze, vers 1915 - Waldfriedhof de Munich, tombe Mohr, bronze - Cimetière de montagne d'Heidelberg (de), tombe Wilser, bronze galvanisé, 1909 |
|  | Sculpture présentée à la grande exposition d'art de Berlin en 1909 - Cimetière du marché de Quedlinbourg (de), tombe Jacobi, marbre, 1905 - Cimetière d'Ohlsdorf (Hambourg), tombe Sprecher, marbre, 1907 - Cimetière Saint-Georges et paroissial II (Berlin), tombe Lange, galvanisé, 1929 |
|  | - Cimetière de Grunewald (de) (Berlin), tombe Haendler, marbre, 1911 |
|  | - Cimetière du Souvenir de l'Empereur Guillaume (Berlin), tombe Warburg, marbre, 1914 |
|  | - Cimetière de Grunewald (de), tombe inconnue, marbrer - Cimetière du marché de Quedlinbourg (de), tombe inconnue |
|  | Sculpture de pèlerin créée pour la tombe du père de Dammann. - Cimetière de la ville d'Engesohde (Hanovre), tombe Dammann, Stein, 1914 - Cimetière du parc de Lichterfelde (de) (Berlin), tombe Schmidt (aujourd'hui placée dans l'entrée), galvanisé, 1914 - Cimetière d'Ohlsdorf (Hambourg), tombe Lindemann, avant 1924 - Cimetière de Schmargendorf (Berlin), tombe Haenel, Stein, 1927 - Cimetière de Tonndorf (de) (Hambourg) - Cimetière devant la porte de Baruth (Luckenwalde) |

### Marchés publics

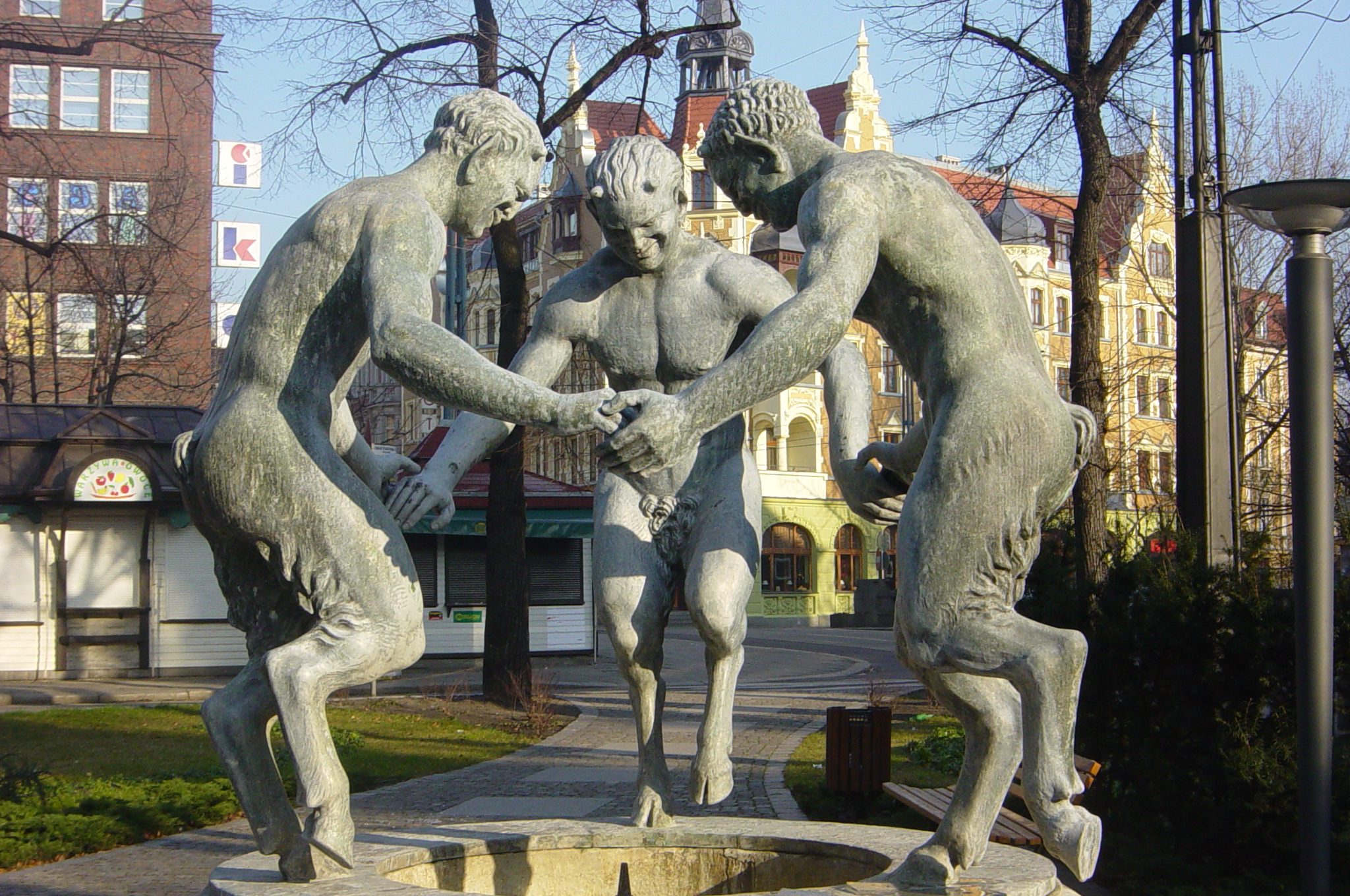
' à Gleiwitz, 1928

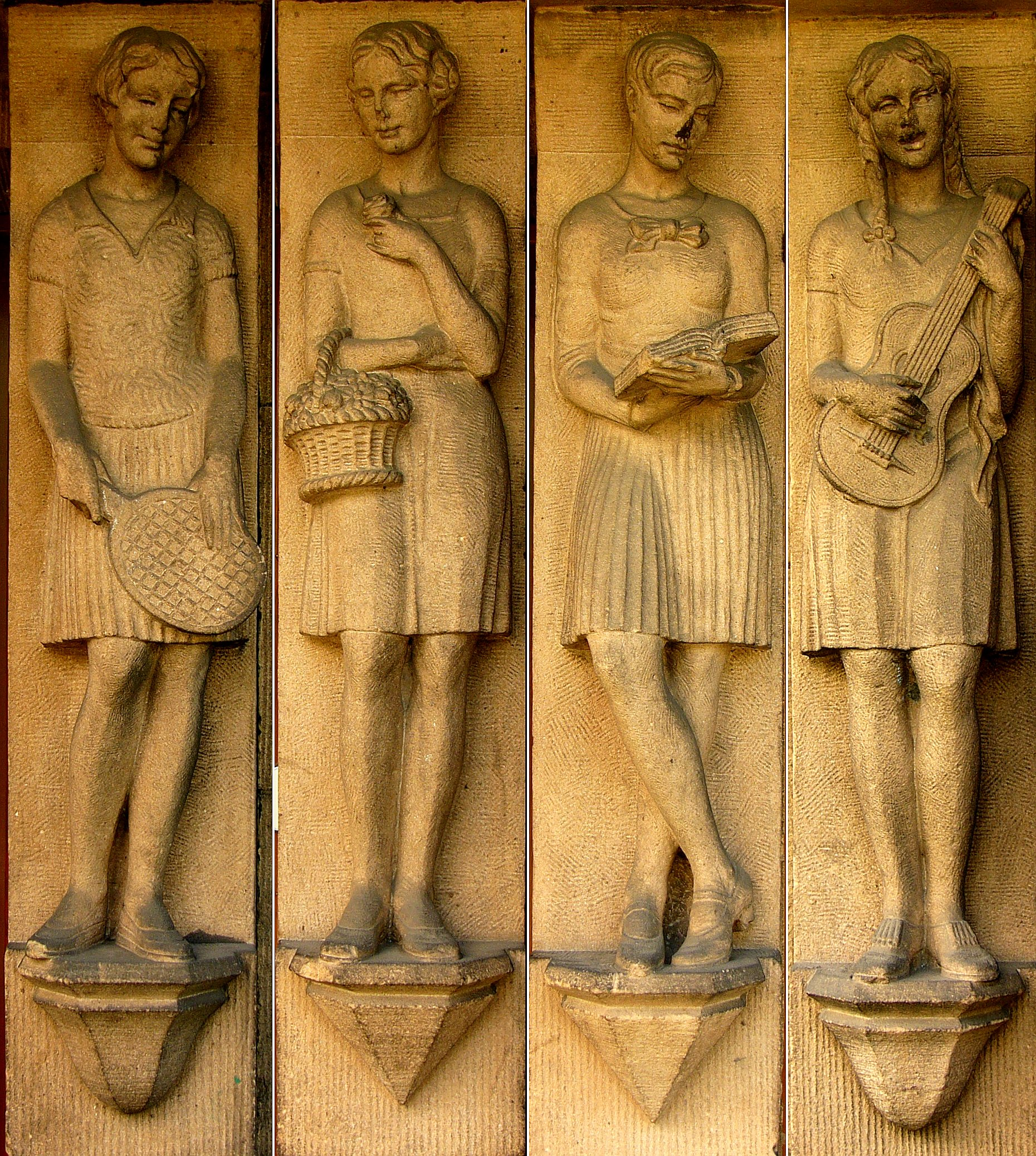
Quatre étudiants à l'entrée de l'ancien Lycée supérieur Eichendorff à Gleiwitz, 1930

En 1898, il réalise un buste du roi de Prusse Frédéric-Guillaume III pour le mess des officiers du quartier général du district de Landwehr au champ de Tempelhof, représentant le roi en uniforme et paletot et bicorne. Le 7 juin 1903, le mémorial du 72e régiment d'infanterie (de) qu'il crée, est cérémonieusement inauguré sur la route entre Gorze et Rezonville (dans ce qui était alors les Terres impériales d'Alsace-Lorraine).
En 1903, il reçoit la commande de sa deuxième fontaine, qui est installée à Bad Salzuflen devant le Hoffmannstift, un hôpital appartenant aux féculeries Hoffmann (de). Il renonce à son cachet d'artiste pour ce projet. En 1904, il reçoit la commande de la figure d'un forgeron pour le deuxième parapet du balcon de la mairie de Bielefeld. En 1906, il crée les génies « Matin » et « Soir », placés à gauche et à droite de la grande horloge du nouvel hôtel de ville d'Hanovre (de). Le groupe de sculptures « Soif » (personnes nues assises abreuvant deux panthères) est créé comme une œuvre libre que Dammann présente au public lors de la Grande Exposition d'art de Berlin en 1910. Sur la base de ce modèle, une fontaine en marbre d'Untersberg (de) et bronze est érigée en 1914 dans le parc du jubilé de l'empereur à Bad Homburg vor der Höhe. Pour cette réalisation, l'empereur Guillaume II lui décerne le titre de professeur.

### Derniers travaux
Au cours de ses dernières années, Dammann se tourne vers des œuvres civiles, comme le mémorial offert par la police prussienne pour les deux policiers berlinois Paul Anlauf et Franz Lenk, tués dans l'exercice de leur profession en 1931 par Erich Mielke et d'autres membres de l' appareil M du KPD sur la Bülowplatz à Berlin. Le monument, inauguré sur les lieux du crime le 29 septembre 1934, estfondu pendant la Seconde Guerre mondiale à l'occasion du don de métal du peuple allemand (de). Mielke, aujourd'hui secrétaire d'État au ministère de la Sécurité de l'État de la RDA, fait démanteler la base au début des années 1950.
En 1937, une « tombe faite de blocs de granit et d'une figure en bronze d'un agenouillé avec une couronne de laurier » est créée pour le propriétaire de l'usine Karl Richard Kelling, qui est enterré au cimetière de Radebeul-Est (de). En 1942, Dammann est représenté à la Grande Exposition d'art allemand de Munich avec la demi-figure en marbre Baigneuse, achetée par Heinrich Himmler pour 4 000 RM.

## Œuvres (sélection)

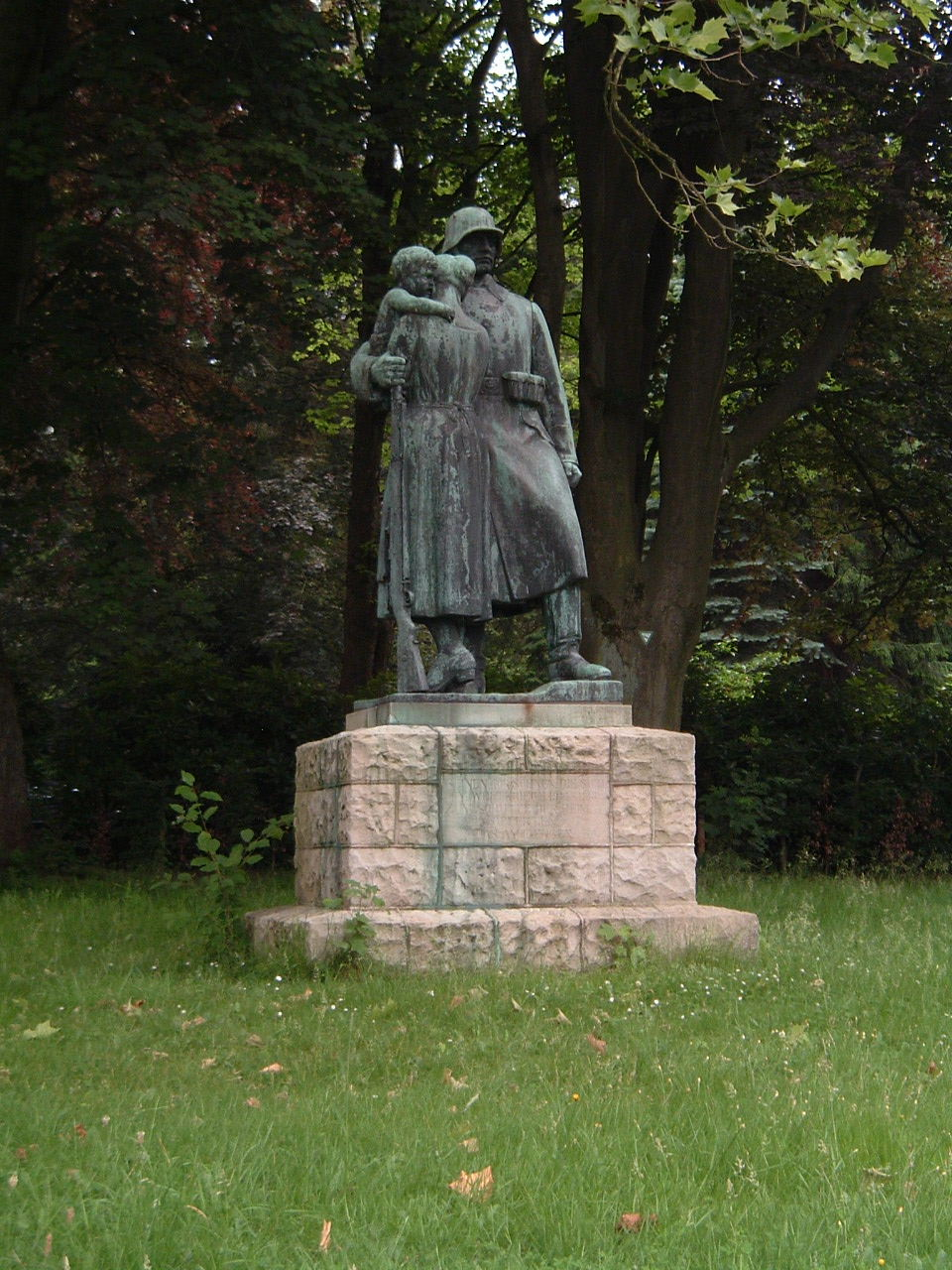
Monument aux morts d'Enger/Westf 1914/18

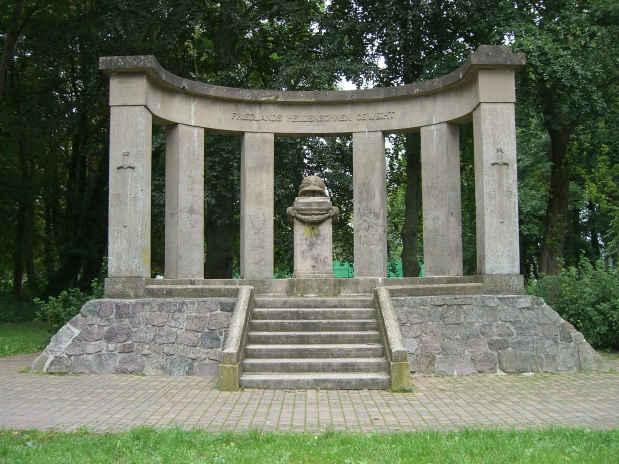
Monument aux morts de Friedland/Mecklembourg 1914/18

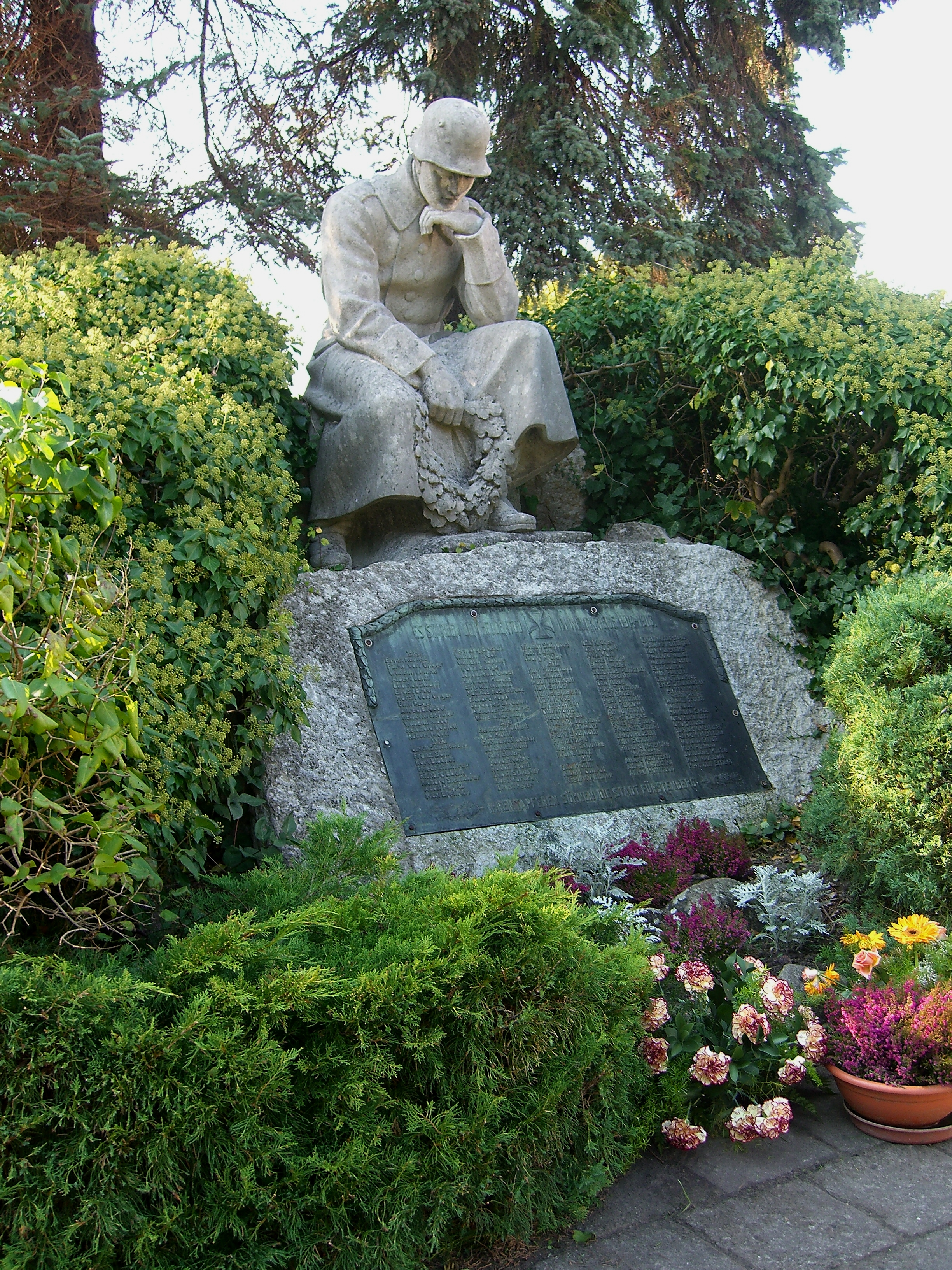
Monument aux morts de Fürstenberg/Havel 1914/18

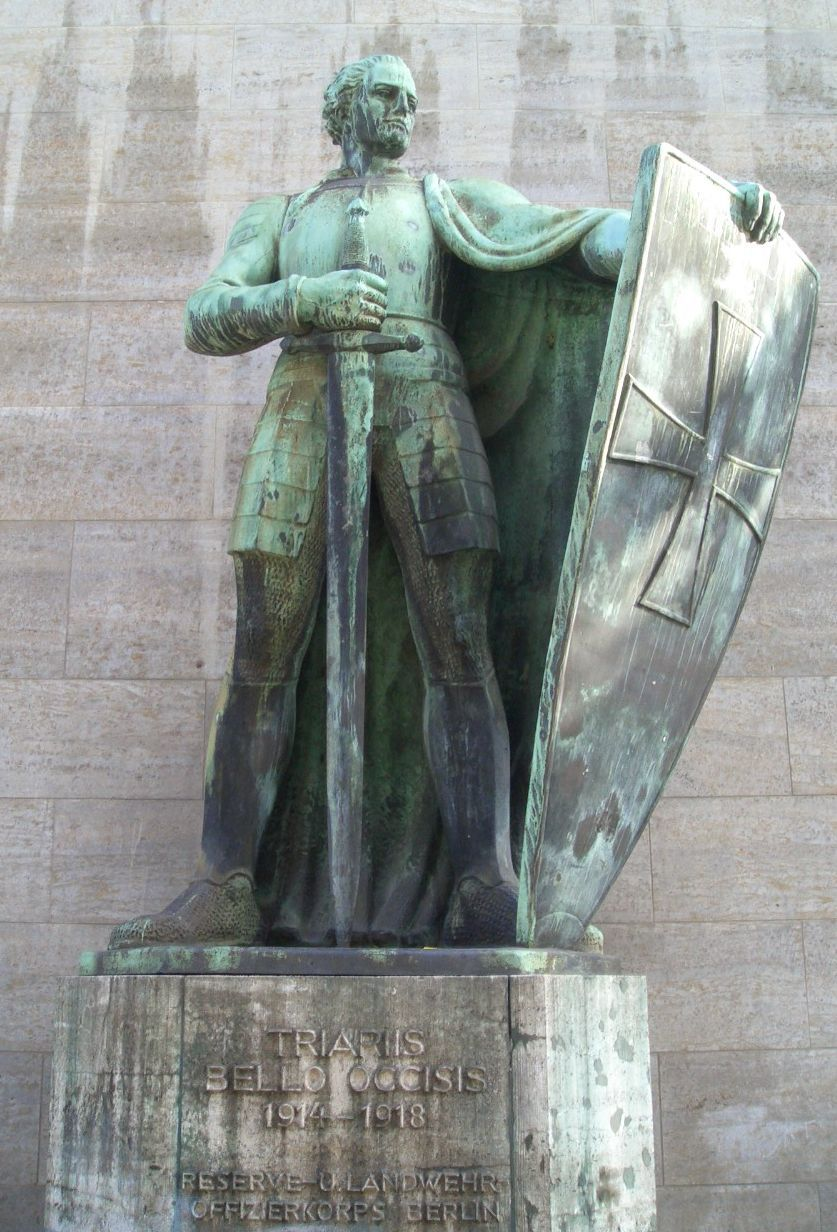
Hans Dammann avec Heinrich Rochlitz : Triariis bello occisis, (Les morts de la guerre) 1927. Mémorial pour ceux qui sont tombés pendant la Première Guerre mondiale dans le corps des officiers de réserve et de la Landwehr, Jebensstrasse, Berlin (à la gare du zoo)

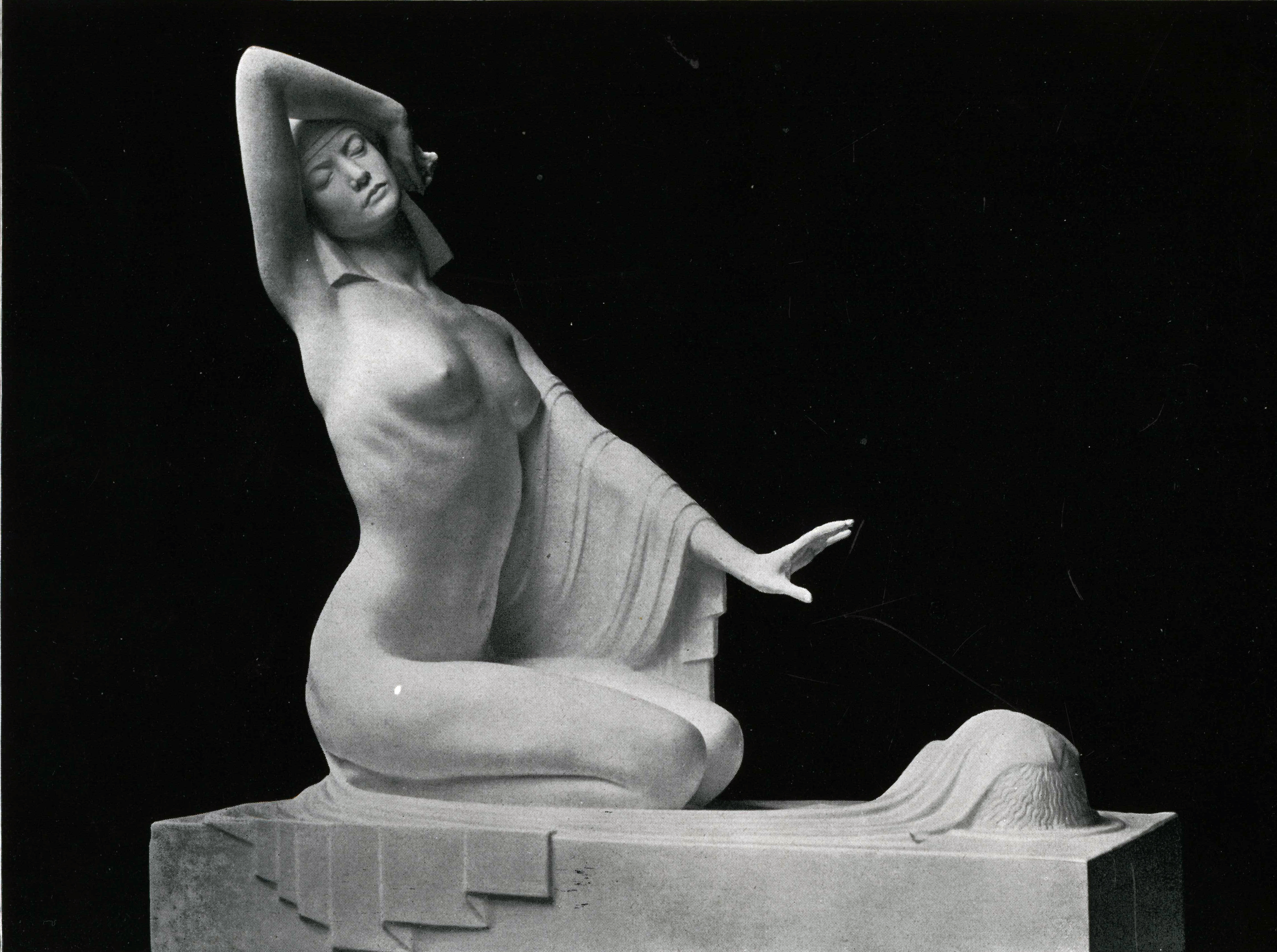
Sculpture Salomé (avant 1913, photographie de Reclams Universum 1912)

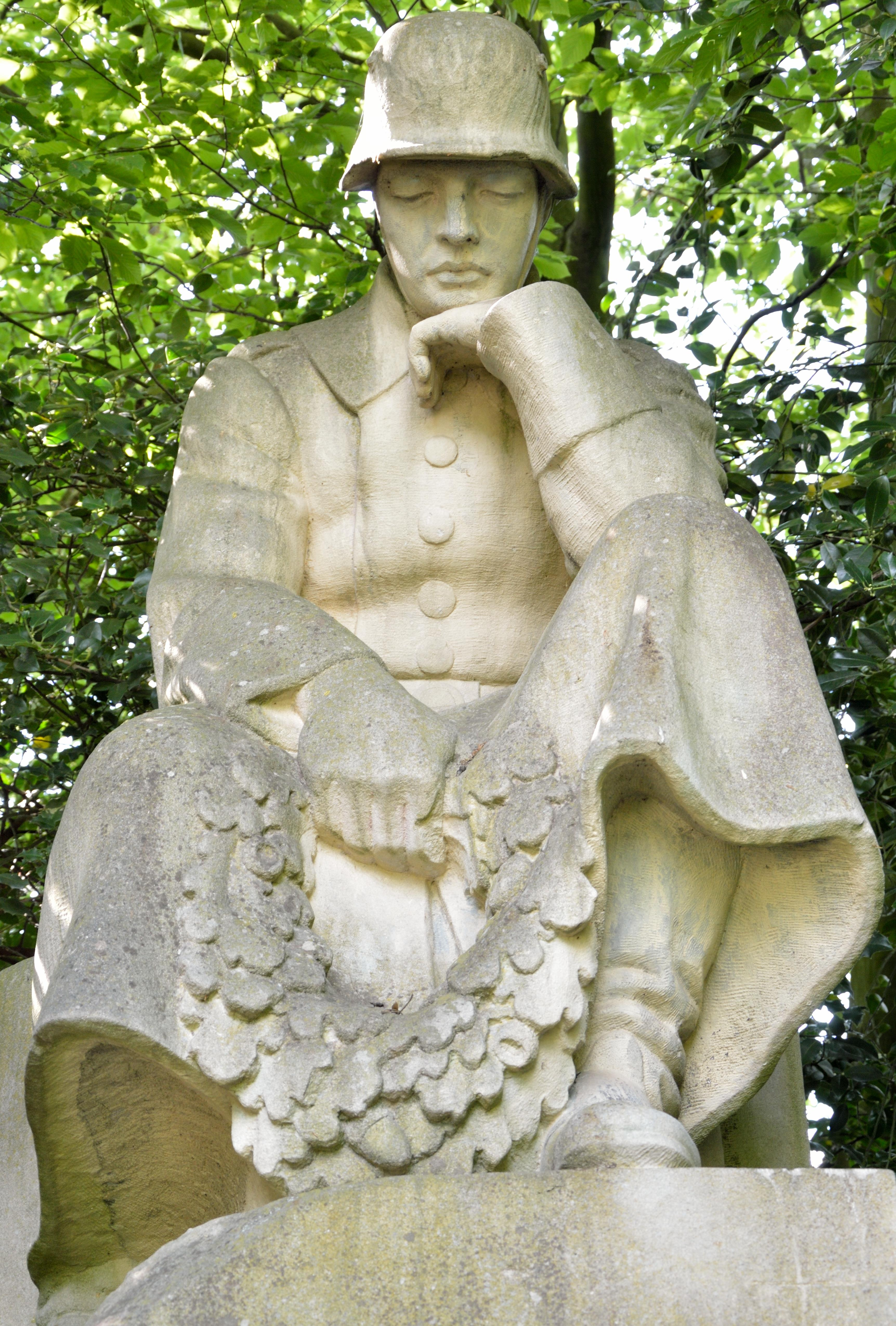
Monument aux morts de Dortmund-Somborn 1914-18

### Mémoriaux de guerre communaux 1914-1918
Les éléments suivants sont connus jusqu'à présent de sa période de création de monuments aux morts communaux 1914-1918 :
- Adamsdorf
- Arnswalde (Brandebourg-Est)
- Bergkamen, quartier d'Overberge (Westphalie); 1927
- Berlin-Kladow (arrondissement de Spandau)
- Berlinchen (Brandebourg-Est)
- Bischofstein (Prusse-Orientale)
- Bochum, quartier de Langendreer (Westphalie)
- Borgentreich (Westphalie); 1938-9
- Brake (Niedersachsen)
- Brotterode (Thuringe); construit en 1930
- Bublitz (Poméranie ultérieure)
- Cammin (Poméranie ultérieure)
- Dortmund, quartier de Somborn
- Düsseldorf, quartier d'Holthausen, Kamper Acker; construit en 1930
- Eberswalde (Brandebourg); Heldenhain Eberswalde (de); 1925
- Enger (Westphalie)
- Erkrath (Rhénanie)
- Eschwege (Hesse)
- Freystadt (Basse-Silésie)
- Friedland en Mecklembourg; 1926
- Fürstenberg (Mecklembourg-Strelitz, aujourd'hui Brandebourg)
- Gardelegen; 1936 érigé comme monument aux morts général de la ville, mais avec la figure équestre d'un uhlan
- Gotha; monument du 95e régiment d'infanterie (de) (1927)
- Göttingen, monument pour le 136e régiment d'infanterie (mis en place en 1929, transféré en 1979 à Münster-Handorf dans la caserne Lützow)
- Hagen, quartier de Boele (Westphalie); 1927
- Hagen, quartier d'Herbeck (Westphalie); 1925
- Hagen, quartier d'Holthausen (Westphalie); 1927
- Hagen, quartier de Vorhalle (Westphalie); 1925/26
- Halver (Westphalie)
- Herdecke (Westphalie); 1928
- Kandrzin (Silésie)
- Kleinschmalkalden (Thuringe)
- Cologne, rive néerlandaise, monument de l'artillerie de campagne allemande (non conservé) ; 1936
- Neudamm (Poméranie ultérieure)
- Oranienbaum (Saxe-Anhalt)
- Oschersleben (Saxe-Anhalt)
- Perleberg (Brandenburg)
- Raschau (Saxe); 1931
- Ratibor (Silésie); dévoilé en 1927, dans le parc Eichendorff
- Riedstadt, quartier d'Erfelden (Hesse)
- Rößel (Prusse-Orientale)
- Schalksmühle (Rhénanie-du-Nord-Westphalie)
- Schlanstedt (Saxe-Anhalt)
- Schneidemühl (Province de Posnanie)
- Steinau-sur-l'Oder (Province de Silésie); construit en 1930
- Tangermünde (Saxe-Anhalt)
- Teichwolframsdorf (Thuringe)
- Tempelburg (Poméranie ultérieure)
- Trebbin (Brandebourg)
- Werdau (Saxe); construit vers 1922, non conservé

### Mémoriaux de guerre pour les morts d'anciennes unités
En plus de ce qui précède, des monuments aux morts pour les morts de diverses unités ou branches de l'armée sont également créés sur la base des plans d'Hans Dammann :
- Allenstein (Prusse-Orientale) – monument aux morts 1914-1918 du 150e régiment d'infanterie
- Breslau (Silésie) – Monument aux morts du Corps de la Landwehr de Silésie
- Celle (Basse-Saxe) – 77e régiment d'infanterie (de), devant le château
- Döberitz (Brandebourg) – 3e régiment à pied de la Garde (monument 1922/23, inauguration le 6 mai 1923)
- Glatz (Silésie) – 38e régiment de fusiliers
- Glogau (Silésie) – 47e régiment d'infanterie ; avant 1930
- Gotha (Thuringe) – 95e régiment d'infanterie (de)
- Göttingen (Basse-Saxe) – 136e régiment d'infanterie
- Langensalza (Thuringe) – 2e régiment de chasseurs à cheval
- Neustrelitz (Mecklembourg) – 158e régiment d'infanterie
- Salzwedel (Saxe-Anhalt) – 16e régiment d'uhlans
- Sensburg (Prusse-Orientale) – 151e régiment d'infanterie
- Schleswig (Schleswig-Holstein) – 13e régiment de dragons
- Spandau (Berlin) – Régiment d'artillerie à pied de la Garde
- Torgau - Monument à la mémoire des soldats tombés au combat du 72e régiment d'infanterie (de)

Les monuments commémoratifs les plus importants de cette période créative sont :
- 1922 : Berlin - pour les élèves et professeurs tombés au combat du lycée de Grunewald (de)
- 1923 : Cologne – Monument de l'artillerie allemande
- 1925 : Hanovre, sur la Welfenplatz (de) pour ses camarades du 74e régiment d'infanterie (de)
- 1927 : Berlin-Tiergarten, pour les 800 officiers de réserve et de Landwehr du corps des officiers de la Landwehr

### Autres travaux
- vers 1905 : Bas-relief de l'impératrice Auguste-Victoria[20]
- 1910 : Projet de concours pour un monument national Bismarck sur l'Elisenhöhe près de Bingerbrück (non attribué)[21]
- Fontaine Weber à Viersen-Süchteln, dévoilée le 29 août 1928
- Tombe de la famille Bethke, y compris le citoyen d'honneur de la ville Ludwig Bethke, dans le cimetière du Nord d'Halle-sur-Saale (de)
- Les tombes murales voisines de Robert Friedberg (de) (vers 1920) et de la famille de Max Fröhlich (vers 1927, construites à l'origine pour la famille de Carl Gustav Rommenhöller (de)), ainsi que la tombe de Richard Jaffé (vers 1920), toutes situées sur le Kaiser Wilhelm Mémorial-Cimetière à Berlin-Westend[22]
- 1931 : Tombe du défunt propriétaire de la filature Karl Ferdinand Wagner de Naunhof dans l'ancien cimetière de Naunhof

## Référenes
- (de) Cet article est partiellement ou en totalité issu de l’article de Wikipédia en allemand intitulé « Hans Dammann » (voir la liste des auteurs).

1. ↑  « Zur Jubelfeier 1696–1896. Ausstellung von Werken früherer und jetziger Lehrer und Schüler der Königlichen Akademischen Hochschule für die Bildenden Künste Berlin. » (version du 22 avril 2014 sur Internet Archive) (Katalog) Rud. Schuster, Berlin 1896, p. 12.
2. ↑  Lokales > Marmorbüsten für zwei Tierärzte, von Hans Dammann.
3. 1 2 3  Wer ist's?
4. ↑  Barbara Leisner, Heiko K. L. Schulze, Ellen Thormann: Der Hamburger Hauptfriedhof Ohlsdorf.
5. 1 2 3 4  Martina Samulat-Gede: Der Bildhauer Hans Dammann (1867–1942) und sein künstlerisches Werk in Beispielen.
6. ↑  Peter Bloch: Grabmäler in Berlin II / Exempel: Der Luisenstädtische Kirchhof in Kreuzberg.
7. ↑  Hans Georg Buschmann: Der Nordfriedhof Wiesbaden und seine Vorgänger.
8. ↑  Inge Kießhauer, Rolf Kießhauer: Bronzenes für Deutschland aus den Gladenbeckschen Gießereien 1851 bis ca. 1926 / Teil III: Der Westen.
9. 1 2 3  Der Hamburger Hauptfriedhof Ohlsdorf / Geschichte und Grabmäler.
10. ↑  Wulf Metzmacher: Der Düsseldorfer Nordfriedhof.
11. ↑  Inge Kießhauer, Rolf Kießhauer: Bronzenes für Deutschland aus den Gladenbeckschen Gießereien 1851 bis ca. 1926 / Teil II: Der Süden und Südwesten.
12. 1 2  Der Marktfriedhof
13. ↑  Friedhöfe - Gartendenkmale in Berlin.
14. ↑  Friedhof vor dem Baruther Tor Luckenwalde – Der Christliche Friedhof
15. ↑  wiki-de.genealogy.net
16. ↑  Deutsche Bauzeitung. 48. Jahrgang 1914, Nr. 33 (vom 25. April 1914), S. 324. (Notiz zur bevorstehenden Aufstellung).
17. ↑  Michael Stricker: Letzter Einsatz. Im Dienst getötete Polizisten in Berlin von 1918 bis 2010. Verlag für Polizeiwissenschaft, Frankfurt 2010,  (ISBN 978-3-86676-141-4), S. 103.
18. ↑  Volker Helas (de) (Bearb.): Stadt Radebeul. Hrsg.: Landesamt für Denkmalpflege Sachsen, Große Kreisstadt Radebeul (= Denkmaltopographie Bundesrepublik Deutschland. Denkmale in Sachsen). Sax-Verlag, Beucha 2007,  (ISBN 978-3-86729-004-3), S. 117.
19. ↑  https://www.gdk-research.de/de/obj19361931.html
20. ↑  Weltrundschau zu Reclams Universum. 8.–14. Januar 1905.
21. ↑  Max Schmid (Hrsg.): Hundert Entwürfe aus dem Wettbewerb für das Bismarck-National-Denkmal auf der Elisenhöhe bei Bingerbrück-Bingen. Düsseldorfer Verlagsanstalt, Düsseldorf 1911. (n. pag.)
22. ↑  Hans-Jürgen Mende: Lexikon Berliner Begräbnisstätten. Pharus-Plan, Berlin 2018,  (ISBN 978-3-86514-206-1), S. 473, 475.